# Yoland Bresson
Pour les articles homonymes, voir Bresson.
 (février 2017).
- Si vous ne connaissez pas le sujet, laissez ce bandeau (vous pouvez alors contacter les auteurs).
- Si vous supprimez le contenu mis en cause (vous pouvez préalablement contacter les auteurs),

argumentez précisément cette suppression dans la page de discussion
(un manque de référence n'est pas un argument ; une recherche réelle de référence doit avoir été effectuée, être formellement documentée).
 (janvier 2022).
Yoland Bresson est un économiste français, né le 7 mars 1942 à Bamako (Soudan français à l'époque) et mort le 22 août 2014 à Limeil-Brévannes.

## Biographie
Diplômé de l'École nationale de la statistique et de l'administration économique (ENSAE) en 1964, Yoland Bresson est la même année diplômé de troisième cycle de l'Institut d'étude du développement économique et social (IEDES) de l'université Paris I. En 1965, il est docteur ès sciences économiques, sa thèse s'intitule Critères d’Investissement et Développement-Essai d’analyse Théorique. En 1966, il est agrégé de droit et des sciences économiques (avec dispense d'âge).
Yoland Bresson est professeur de sciences économiques et de gestion à Paris XII de 1970 à 1976, puis à Abidjan (Côte d'Ivoire) de 1976 à 1978. Il reprend son poste à Paris XII de 1990 à 1995.
En 1985, il fonde l'Association pour l'instauration du revenu d'existence (AIRE) avec Henri Guitton et en 1986, il fonde le Basic Income Earth Network (BIEN) à Louvain en Belgique, avec notamment Philippe Van Parijs.

## Travaux

### Découverte du revenu d'existence
En 1971 commencent les études commerciales sur l'avion supersonique « Concorde », techniquement prêt à relier Paris à New-York en gagnant trois heures de trajet mais dont il faut alors déterminer le prix du transport permettant de garantir la rentabilité de l’avion. Un groupe de recherche franco-américain (Mathématica-Snecma) est constitué à cette fin. Il réunit des professeurs d’économie de l’Université de Princeton, notamment ceux ayant fondé la société de recherche Mathématica dirigée par Oskar Morgenstern (spécialiste de la théorie des jeux), et quelques enseignants et chercheurs français. Yoland Bresson fait partie de cette équipe en qualité de professeur d’économie, alors essentiellement économètre.
C’est à cette tâche qu'Yoland Bresson s'est attelé. Finalement, le modèle élaboré n’a que peu emprunté aux concepts micro-économiques habituels. Le « Capital Temps » publié en 1977 donne une grille de lecture de la mobilité sociale et de l’évolution des revenus individuels permettant de lier ces catégories au temps disponible. Elle établit une sorte de carte d’« iso-revenus » conforme à la hiérarchie des fonctions, ordonnée selon le temps disponible, qui dessine l'évolution des revenus auxquels pourrait prétendre un individu, tout au long de sa vie, s’il reste dans la même catégorie. Les revenus de départ, à l’entrée dans la vie active, sont ordonnés dans le même sens que le temps disponible laissé par les fonctions dans lesquelles les individus sont engagés. Les revenus s’élèvent d’autant plus et d’autant plus longtemps que ce temps libre permet d’obtenir des promotions, d’accéder à des fonctions qui libèrent du temps socialement contraint, à la condition évidemment de l’exploiter à cette fin.
Le « Capital-Temps » n’était à ce stade qu'une observation, non pas une théorie rigoureuse, mathématiquement vérifiable. Il fallait trouver la loi théorique reliant revenu et temps disponible personnel. Cette loi fondée sur la « valeur-temps » a été enfin découverte et publiée par Yoland Bresson dans la revue d’« Économie Appliquée » (no 2, 3) en 1981. « L’après-salariat », reprenant plus complètement cette thèse, parut seulement en 1984.
L'équation fondamentale qui résume l'impact de la notion de « valeur temps », consiste à représenter le champ économique {\displaystyle {\mathcal {J}}} comme :
{\displaystyle {\mathcal {J}}={\frac {{\mathrm {d} }k}{k}}+{\frac {{\mathrm {d} }m}{m}}-{\frac {{\mathrm {d} }p}{p}}-{\frac {{\mathrm {d} }c}{c}}}
Où {\displaystyle {k}} représente la valeur temps, {\displaystyle {m}} la masse monétaire, {\displaystyle {p}} les prix et {\displaystyle {c}} la production.
Le champ économique est ainsi représenté comme la différence entre les impacts différentiels relatifs de production monétaire, individuelle (k) et globale (m), et les impacts différentiels relatifs de production (c) et d'échange économique (p).
En conséquence de la loi de répartition des revenus, établie, démontrée par le modèle, et vérifiée sur les données économiques, fondée sur la valeur-temps, Yoland Bresson propose un changement de paradigme économique, social et culturel : la « valeur temps » pourrait donner, selon Yoland Bresson, une valeur au temps individuel du citoyen, quelle que soit son activité, via un revenu minimum inconditionnel.
« Il faut que la collectivité, par le biais de l’État, alloue périodiquement à tout citoyen économique, sans autres considérations que celle de son existence, l’équivalent monétaire de la valeur de l’unité de temps. »
— Yoland Bresson, « L’après-salariat », 1re édition 1984, p.150.

### Fondation du BIEN et de l'AIRE
Alors que Philippe Van Parijs reçoit en 1984 le prix du Roi Baudouin pour ses travaux sur l'allocation universelle, il découvre cette convergence et rassemble les codécouvreurs pour en débattre à Louvain en 1986. À l’issue de ce séminaire ils fondent le Basic Income European Network, rebaptisé en 2004 Basic Income Earth Network, et décident de se retrouver tous les deux ans en congrès pour discuter de l’avancement de l’idée.
À Paris, le professeur Henri Guitton, membre de l’Académie des sciences morales et politiques, contacte Yoland Bresson après avoir lu L’Après-Salariat. Henri Guitton, qui bute depuis des années sur les liens entre le temps et l’économie, assure à Yoland Bresson qu'il vient d’ouvrir la voie à la solution. L’allocation inconditionnelle est pour lui la réponse à l’évidente dégradation de notre modèle social, impuissant devant la montée du chômage, et de plus en plus impuissant pour éradiquer la pauvreté et pour lutter contre la précarité.
Henri Guitton et Yoland Bresson fondent un groupe de réflexion pour approfondir le sujet, qui se réunit d’abord à l’Université catholique de Paris, puis à l’ancienne École polytechnique. C'est dans ce contexte que naît l’ Association pour l'instauration du revenu d'existence (AIRE).
Le terme « Revenu » est choisi à dessein, et non « allocation », car pour les fondateurs de l'AIRE, un revenu est une dotation reçue en contrepartie d’une participation à la création de richesses, tandis qu'une allocation est attribuée à titre d’assistance. Le terme « existence » est choisi pour stipuler qu’il s’agit d’attribuer ce revenu, « parce qu’on existe et non pour exister »[pertinence contestée].
Le premier président de l'AIRE est Henri Guitton, jusqu'à sa mort en 1992. Yoland Bresson lui succédera ensuite.
À son décès en 2014, Marc de Basquiat est nommé à la présidence de l'AIRE.

## Prises de position
En 1978, Yoland Bresson était suppléant du député RPR Pierre Billotte, maire de Créteil, dans le Cinquième circonscription du Val-de-Marne.
Depuis les années 1990, l'idée de verser de manière inconditionnelle un revenu de base à chaque être humain s'est très largement répandue, sous différentes appellations, en se teintant d'infinies nuances. Les travaux de Bresson ont contribué à influencer un certain nombre de personnalités politiques et intellectuels tels que Yann Moulier-Boutang, Jean-Marc Ferry, André Gorz, Jacques Marseille, Yves Cochet, Christine Boutin, Arnaud Montebourg, Julien Dourgnon.
Bresson a aussi des détracteurs, tels que Jean-Marie Harribey. Yoland Bresson est à tort ou à raison classé « à droite » par la frange de « gauche », à cause notamment du montant assez faible du revenu qu'il estime d'après ses calculs (entre 300 et 500 euros par mois et par personne)[source secondaire nécessaire].
Constatant ce clivage et ces controverses, un groupe de militants tente depuis 2009 de rassembler les différentes tendances dans le monde francophone à travers plusieurs initiatives citoyennes. Yoland Bresson, comme la plupart des personnes citées plus haut, a apporté son soutien à cette démarche. En 2012, l'association AIRE finança pour moitité le développement d'un nouveau site internet afin de soutenir une démarche transpartisane pour promouvoir le revenu de base en France.

## Publications
- Yoland Bresson, Le capital-temps : pouvoir, répartition et inégalités, Paris, Calmann-Levy, 1977, 218 p. (ISBN 978-2-7021-0194-0, OCLC 695524251)
- Yoland Bresson, L'Après salariat : une nouvelle approche de l'économie, Paris, Economica, 1984, 166 p. (ISBN 2-7178-2523-1, OCLC 256034044)
- Yoland Bresson, Le revenu d'existence, ou, la métamorphose de l'être social : Les fondements philosophiques du revenu d'existence, Paris, L'Esprit frappeur, 2000, 101 p. (ISBN 2-84405-117-0, OCLC 47693104)
- Yoland Bresson, Une clémente économie : au-delà du revenu d'existence : perspective philosophique et économique sous-jacente au revenu d'existence, Paris, l'Esprit frappeur, 2008, 238 p. (ISBN 978-2-84405-233-9 et 2-84405-233-9, OCLC 470960762)